# Tom Bell (Fußballspieler, 1875)
Thomas „Tom“ Bell (* 1875 in Kilwinning; † 11. Juni 1914 ebenda) war ein schottischer Fußballspieler.

## Karriere
Bell spielte spätestens ab der Saison 1894/95 für den örtlichen Senior-Klub Kilwinning Eglinton in der Ayrshire League, im Juni 1895 wurde er für einen Monat gesperrt, weil er in einer Partie gegen Saltcoats Victoria versucht hatte einen Gegenspieler zu schlagen. 1898 wechselte er aus North Ayrshire zum FC Abercorn nach Paisley in die Scottish Football League Division Two. Ebenso wie sein Eglinton-Mannschaftskamerad James Bennett, der kurz zuvor gewechselt war, wurde er presseseitig im Ende September 1898 als „guter Fang“ betitelt. Bell kam als rechter Läufer in der Saison 1898/99 zu zwölf Einsätzen und einem Torerfolg (beim 7:1-Heimerfolg über den FC Linthouse), der Klub beendete die Saison als Tabellenletzter. Nach einer weiteren Spielzeit, mutmaßlich ohne Ligaeinsatz, verließ er den Klub wieder.
Bell kehrte Ende August 1900 kurzzeitig zu Kilwinning Eglinton zurück und bestritt für den Klub zwei Spiele in den Qualifikationsrunde des Scottish FA Cups. Anfang Oktober 1900 begaben sich Verantwortliche des englischen Zweitligisten FC Glossop nach Schottland, um neue Spieler zu rekrutieren. Dabei fiel die Wahl auf zwei Spieler aus Ayrshire, Mittelläufer Dave McCartney und Bell, der in der Presse als Mittelstürmer vorgestellt und als „schnell, hat den Ruf eines Goalgetters“ charakterisiert wurde. Für Glossop kam Bell in den folgenden Wochen zu drei aufeinanderfolgenden Ligaeinsätzen auf der Mittelstürmerposition. Während sein Debüt durch einen Hattrick von Arthur Goddard mit einem 3:1-Heimsieg über Gainsborough Trinity endete, unterlag das Team dem FC Walsall (1:2) und Woolwich Arsenal (0:1). In der Folge wurde wieder Fred Crump als Mittelstürmer aufgeboten, Bell kam zu seinem vierten und letzten Einsatz am 1. Weihnachtstag 1900 auf Linksaußen bei einem 1:1-Unentschieden gegen Chesterfield Town. Ab Oktober 1902 trat er wiederum bei Kilwinning Eglinton in Erscheinung.
Beruflich war Bell Maschinist (pit engineman) in der Kohlegrube Craig Colliery nahe Kilmaurs, als er am 25. Mai 1914 bei Reinigungsarbeiten an einer Maschine schwere Kopfverletzungen erlitt. Er erlag seinen Verletzungen am 11. Juni 1914 und hinterließ seine Ehefrau.